# لوک خووارتس
لوک خووارتس (انگلیسی: Luc Govaerts؛ زادهٔ ۲۵ ژانویهٔ ۱۹۵۹) دوچرخه‌سوار اهل بلژیک است.